# Динко Шуркало
Динко Шуркало (Долац, код Шибеника, 13. јул 1920 — Сплит, 19. октобар 2010) био је учесник Народноослободилачке борбе, адмирал ЈНА и народни херој Југославије.

## Биографија
Рођен је 13. јула 1920. године у радничкој породици у Доцу код Шибеника. По занимању је био трговачки помоћник, рибар и поморац. 
Октобра 1939. године постао је члан Савеза комунистичке омладине Југославије. 
Почетком децембра 1941. године, с једном партизанском групом из Шибеника отишао је у Лику, где се прикључио устанку против окупатора. Постао је пушкомитраљезац у Првој хрватској далматинској чети батаљона „Марко Орешковић“. Истакао се у борбама против италијанског окупатора код Коренице. 
Првих дана маја 1942. године постао је борац Првог пролетерског батаљона Хрватске. Средином маја, приликом напада на италијанску артиљеријску колону на друму Книн-Стрмица, Динко се, заједно са групом бораца, пробио на друм и запленио четири топа. Омогућио је да се митраљеском ватром уништи батерија топова на овој цести.
После великих успеха у Далмацији, Пролетерски батаљон је пребачен у Лику, Хрватско приморје и Горски котар. Динко је активно учествовао у акцијама батаљона, нарочито у јулу и августу 1942. године, после велике италијанске офанзиве у средишњем и северозападном делу Горског котара и Хрватског приморја. 
Августа 1942. године, Шуркало је у партизанском логору на Рисњаку веома вештим распоредом делова пролетерског батаљона дочекао надмоћне италијанске снаге, нанео им велике губитке и принудио их на повлачење.
Крајем септембра 1942. године, за време марша пролетерског батаљона према Жумберку, Шуркало је са групом бораца препливао реку Купу да би савладао стражу код скеле, која је била потребна због пребацивања батаљона на другу страну због доласка усташких јединица. После доласка на Жумберак, усташе су ненадано напале Митраљеску чету у селу Кордићу. Динко је уз помоћ митраљеза и са групом другова одбио напад. 
У јануару 1943. године, као командир митраљеске чете, задржао је јаку италијанску колону код Ловић Прекрижја пола дана. У априлу 1943. године, за време једног од многих напада непријатеља на слободну територију Жумберка, као заменик команданта Четвртог батаљона, затражио је од команданта Тринаесте пролетерске бригаде „Раде Кончар“, која се повлачила с рањеницима ка Св. Гери, да га остави у заседи. Пошто је добио одобрење, с командиром митраљеске чете и још два борца с два тешка митраљеза и доста бомби заузео је положај у једном италијанском бункеру у Доњем Прекрижју и одатле ватром из митраљеза и ручним бомбама нанео велике губитке непријатељу, а потом се повукао. 
У нападу на Горењу Вас код Стојдраге, једно од најјачих усташких упоришта, 8. септембра 1943. године Шуркало је довукао противтенковски топ на око педесетак метара од бункера, уништио га и тако отворио пут борцима у упориште. Извесно време управљао је радом хаубице и ту био тешко рањен. После оздрављења, постављен је за команданта Трећег батаљона Шеснаесте омладинске бригаде „Јожа Влаховић“. 
После вишегодишњег ратовања у Лици, Горском котару, Хрватском приморју, Кордуну, Жумберку и Покупљу, Динко се јула 1944. године враћа у Далмацију, у Пети поморскообалски сектор, где је прво био командант артиљерије, а затим командант морнаричке пешадије. Организовао је и учествовао у мањим десантним препадима на Корчули, Пељешцу и Мљету и у борбама за ослобођење јужне Далмације и Бока которске. Пред крај рата био је командант Треће бригаде морнаричке пешадије.
После ослобођења вршио је дужности у Југословенској ратној морнарици. Имао чин адмирала, а била су му додељена и многа висока одликовања за активности у рату и за рад на изградњи југословенских оружаних снага, посебно Ратне морнарице. Почетком 1970-их година отишао је у пензију.
Умро је 19. октобра 2010. године у Сплиту. Сахрањен је у Гробници народних хероја на загребачком гробљу Мирогој.
Носилац је Партизанске споменице 1941. и више југословенских одликовања. Орденом народног хероја одликован је 27. новембра 1953. године.